# 코바 (도시)
코바(스페인어: Cobá)는 유카탄반도에 있는 고대 마야 문명 도시로, 멕시코의 킨타나로오주에 위치한다. 이 유적지는 고대 마야 세계에서 가장 큰 석조 둑길 네트워크의 중심지이며, 메소아메리카 문명의 후기 고전기(서기 600-900년) 의식 생활과 중요한 사건을 기록한 많은 새겨진 석비가 있다. 인접한 코바 현대 마을의 인구는 2010년 멕시코 연방 인구 조사에서 1,278명이었다.

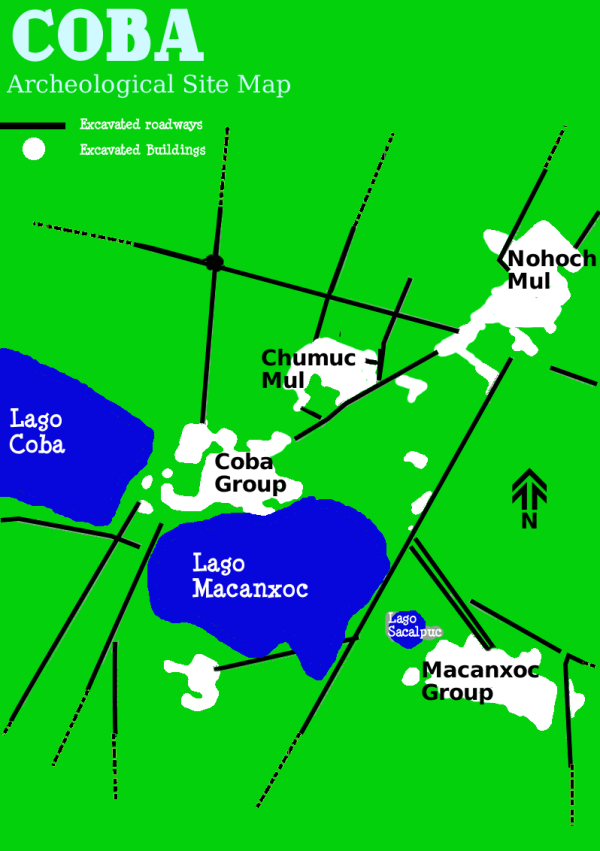
코바 유적지 지도

코바 유적지는 멕시코 킨타나로오주의 툴룸에서 북서쪽으로 약 47km 떨어져 있다. 코바 그룹(유적지 관광 구역의 주 입구)의 지리적 좌표는 북위 19° 29.6', 서경 87° 43.7'이다. 유적지 구역은 툴룸과 바야돌리드 (유카탄주)에서 캉쿤으로 가는 고속도로에 있는 누에보 익스칸(킨타나로오주의 또 다른 자치체인 라사로 카르데나스의 공동체)을 연결하는 아스팔트 도로에서 2km 길이의 지선으로 연결된다.
코바는 코바호와 마칸속호 주변에 위치한다. 중앙 유적지에서 크고 작은 여러 유적지로 이어지는 일련의 높은 석조 및 석회 도로가 방사형으로 뻗어 있다. 이 도로들은 마야 용어인 삭베 (복수형 삭베옵) 또는 하얀 도로로 알려져 있다. 이 둑길 중 일부는 동쪽으로 향하고, 가장 긴 둑길은 서쪽으로 약수나 유적지까지 100 킬로미터 (62 mi) 이상 뻗어 있다. 이 유적지에는 노호치 물(Nohoch Mul)로 알려진 큰 신전 피라미드 무리가 있으며, 그 중 가장 높은 익스모하는 높이가 약 42 미터 (138 ft)이다. 익스모하는 높이 45 미터 (148 ft)의 칼라크물 다음으로 유카탄 반도에서 가장 높은 피라미드 중 하나이다.
코바는 문명 절정기에 약 50,000명(그리고 훨씬 더 많았을 가능성도 있다)의 인구를 가졌으며, 건설된 지역은 약 80 km2에 이른다. 이 유적지는 1세기부터 상당수의 농업 인구가 거주했다. 코바의 주요 건축물 대부분은 기원후 500년에서 900년경의 중기 및 후기 고전기에 이루어진 것으로 보이며, 날짜가 기록된 상형 문자 비문 대부분은 7세기부터 시작된다(메소아메리카 장기 계산 달력 참조). 그러나 코바는 후고전기에도 중요한 유적지로 남아 있었고, 최소한 14세기까지, 아마도 스페인 도착 때까지 새로운 신전이 건설되고 오래된 신전은 수리되었다.
코바는 열대 지역에 위치하며, 건기와 우기가 번갈아 나타나는데, 이는 유카탄 반도 북부 지역과는 다소 다르다. 유카탄 반도 북부에서는 일반적으로 우기는 6월부터 10월까지, 건기는 11월부터 5월까지이다. 코바에서는 거의 일년 내내 비가 내릴 수 있지만, 2월과 3월에는 짧은 건기가 있고, 9월부터 11월까지는 비가 집중적으로 내린다.

## 삭베옵
삭베옵(Sakbe'ob, 삭베의 마야 복수형) 또는 삭베는 코바에서 매우 흔하다. 삭베는 양쪽에 돌로 된 경계가 있고 그 안에 작은 돌을 채우고 위에 모래, 조개껍데기 및 석회로 덮인 높은 길이다. 이 길들은 코바의 대부분의 지역을 연결하는 지점이었다. 마야인들은 장난감과 같은 유물에서 바퀴를 사용했지만, 인류학자들은 짐을 끄는 데 적합한 토착 동물이 없었기 때문에 물건이나 사람을 운송하는 데 바퀴를 사용하지 않았다고 지적한다.

## 역사
고고학적 증거에 따르면 코바는 기원전 50년에서 기원후 100년 사이에 처음 정착했다. 당시에는 목재와 야자잎으로 된 건물과 평평한 플랫폼이 있는 마을이 있었다. 그 시대의 유일한 고고학적 증거는 토기 조각이다. 기원후 100년 이후 코바 주변 지역은 인구가 크게 증가했으며, 이에 따라 마야 도시 국가들 사이에서 사회적, 정치적 지위가 상승하여 결국 코바는 유카탄 북부 지역에서 가장 크고 강력한 도시 국가 중 하나가 되었다. 기원후 201년에서 601년 사이에 코바는 킨타나로오주의 북부와 유카탄주의 동부 지역을 포함한 광대한 지역을 지배했음에 틀림없다. 이러한 힘은 넓은 농경지, 무역로, 그리고 마야 도시에게 결정적으로 중요한 풍부한 수자원에 대한 통제에 있었다. 무역로 중 코바는 아마도 셀하와 같은 항구를 통제했을 것이다.
코바는 과테말라와 캄페체 남부의 티칼, 치반체, 칼라크물과 같은 큰 도시 국가들과 긴밀한 관계를 유지했다. 영향력을 유지하기 위해 코바는 군사 동맹을 맺고 엘리트들 간에 결혼을 주선했다. 1999년에 탐사된 회화 그룹의 플랫폼과 같이 코바가 테오티우아칸 건축의 흔적을 보이는 것은 주목할 만하다. 이는 중앙 멕시코 문화와 초기 고전 시대의 강력한 도시와의 접촉이 존재했음을 증명한다. 코바에서 발굴된 석비들은 코바에 많은 여왕들이 통치했음을 기록하고 있는 것으로 여겨진다.
기원후 600년 이후 푸우크 문화의 강력한 도시 국가들과 치첸이트사의 출현은 유카탄 반도의 정치 환경을 변화시켰고 코바의 지배를 약화시키기 시작했다. 기원후 900년 또는 1000년경부터 코바는 치첸이트사와 오랜 권력 투쟁을 벌였으며, 후자는 야수나와 같은 핵심 도시를 통제하면서 결국 승리했다. 기원후 1000년 이후 코바는 도시 국가들 사이에서 정치적 영향력을 대부분 잃었지만, 상징적, 종교적 중요성을 유지했다. 이는 어느 정도 지위를 유지하거나 회복할 수 있게 해주었고, 이는 1200년에서 1500년 사이의 새로운 건물들로 증명되며, 이 건물들은 이제 전형적인 동부 해안 스타일로 건축되었다. 그러나 권력 중심지와 무역로가 해안으로 이동하면서 코바와 같은 도시들은 부차적인 지위로 밀려났지만, 더 덧없는 적이었던 치첸이트사보다는 다소 더 성공적이었다. 코바는 1550년경 스페인이 반도를 정복할 때 버려졌다.

### 통치자
서기 500년에서 780년 사이에 코바를 통치했던 여자 요파트를 포함한 14명의 지도자의 이름은 2020년에 확인되었다.

## 탐사 및 유물

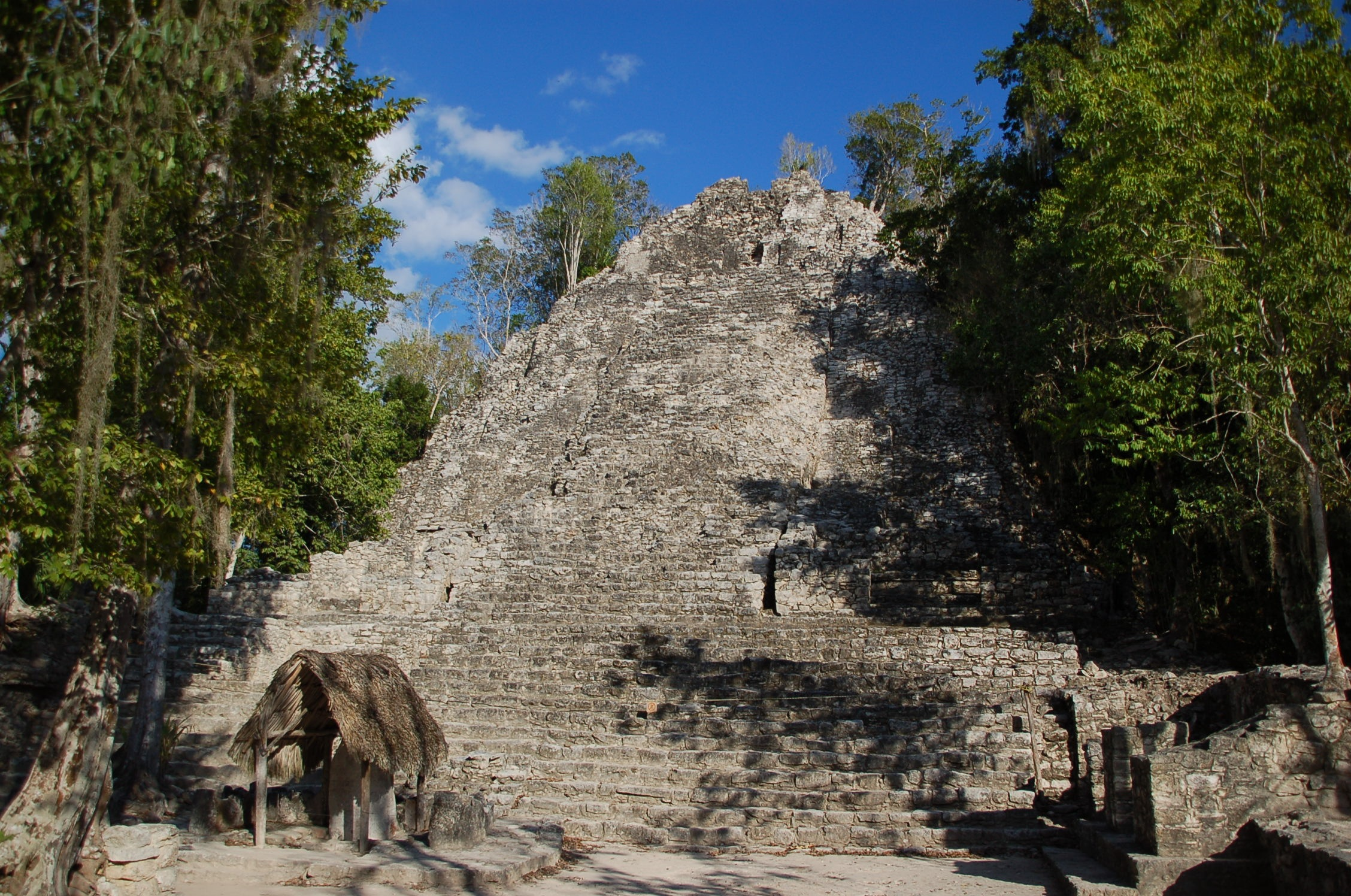
그룹 B 또는 코바 그룹 복합 단지에 있는 "라 이글레시아"로 알려진 피라미드 구조물의 전면도. 석비 11은 피라미드 계단 아래 전면에 있으며, 지붕 아래에 있다.

코바가 인쇄물에 처음 언급된 것은 존 로이드 스티븐스에 의해서인데, 그는 1842년에 케마스의 쿠라(스페인어로 신부 또는 교구 목사)로부터 유적지에 대한 보고를 들었다고 언급했지만, 알려진 현대 도로 또는 마을에서 너무 멀리 떨어져 있어 그곳으로 가는 어려움이 너무 벅차다고 판단하고 대신 주요 목표인 툴룸 탐험으로 돌아갔다. 나머지 19세기 대부분 동안 유카탄 카스트 전쟁으로 인해 외부인이 이 지역을 방문할 수 없었다. 예외는 당시 유카탄 박물관장이었던 후안 페온 콘트레라스(Juan Peón Contreras, 콘트레라스 엘리살데라는 가명도 사용)였다. 그는 1882년 9월에 힘든 여행을 했으며, 지금은 유적지에서 그린 네 개의 소박한 펜과 잉크 스케치로 기억된다(이 스케치에서 만든 인쇄물은 피바디 박물관과 캄페체의 라울 파본 아브레우 소장품에 있다). 테오베르토 말러는 1893년에 코바를 짧게 방문하여 사진 한 장 이상을 찍었지만, 당시에는 출판하지 않았고 유적지는 고고학계에 알려지지 않은 채 남아 있었다.
아마추어 탐험가(및 마야 유적지에서의 모험과 발견을 묘사한 인기 있는 책의 성공적인 작가)인 토머스 간 박사는 1926년 2월에 지역 마야 사냥꾼들에 의해 유적지로 안내되었다. 간은 같은 해 후반에 유적지에 대한 첫 번째 직접적인 설명을 출판했다. 간 박사는 치첸이트사에 있는 카네기 연구소 (CIW) 프로젝트의 고고학자들에게 간략한 설명을 제공했으며, 그는 시간 부족으로 방문하지는 않았지만 주요 그룹의 북동쪽에 위치한 큰 언덕에 대해 언급했다. 이것들을 조사하기 위해 알프레드 키더와 J. 에릭 S. 톰슨은 3월에 2일간 유적지를 조사했다. 두 달 후 톰슨은 다시 코바에 있었고, 장 샤를로와 함께 세 번째 CIW 탐험대를 구성했다. 이 여행에서 그들의 안내원인 카르멘 차이는 그들에게 "마칸속 그룹"을 보여주었다. 이 발견으로 인해 네 번째 탐험대가 출발했는데, 실바누스 몰리는 톰슨에게 새로운 비석들을 보여달라고 요청했기 때문이다. 에릭 톰슨은 1932년까지 유적지에 여러 번 다시 방문했으며, 같은 해 그는 상세한 설명을 출판했다.
1932년에 H. B. 로버츠는 그룹 B에 여러 개의 도랑을 파서 파편을 수집했다.
1948년, 고고학 대학원생인 윌리엄 코와 마이클 D. 코, 마이클 코는 삭베 15의 종착점을 찾기 위해 코바를 방문했다. 그들은 10년 전 E. Wyllys Andrews IV가 이미 그 사실을 보고했다는 것을 몰랐다. 그들의 보고서에 이어진 편집자 주석에서 톰슨은 그들의 기고문에서 이전 작업의 반복을 감지하지 못한 것에 대해 자신을 비난했지만, 어린 저자들이 외국 저널에 실린 논문을 몰랐던 것은 변명해 주었다. 그러나 코 형제는 이전에 알려지지 않았던 삭베 18과 19를 보고하고 삭베 17의 종착점에 있는 큰 언덕을 지도로 그렸다. 그들은 이 언덕을 페치 물이라고 이름 붙였다(그들은 플랫폼을 한 바퀴 도는 것을 완료하지 못해 또 다시 불운했지만, 그렇지 않았다면 거기서 뻗어 나가는 삭베, 즉 21번 삭베를 발견했을 것이다).
유적지는 1970년대 초 코바로 가는 첫 번째 현대 도로가 개통될 때까지 외딴 지역이었기 때문에 방문객이 적었다. 캉쿤에 대규모 리조트가 계획되면서 대규모 유적지 일부를 정리하고 복원하면 중요한 관광 명소가 될 수 있다는 것을 깨달았다. 멕시코 국립 인류학 및 역사 연구소 (INAH)는 1972년에 카를로스 나바레테의 지휘 하에 일부 고고학적 발굴을 시작했으며, 몇 개의 건물을 통합했다. 새로운 발견에 대한 기대는 엘 코노(구조물 D-6)와 회화 그룹이 다른 특징들과 함께 드러나면서 현실이 되었다. 같은 해, 라울 파본 아브레우의 지시에 따라 코바 그룹의 대부분이 정리되었다. 키가 큰 라몬 나무조차도 남겨지지 않았다.
1975년, 툴룸에서 누에보 X-칸으로 건설 중인 아스팔트 고속도로에서 코바로 가는 지선 도로가 개통되었다(도로 엔지니어들은 고고학자들의 반대를 듣고 삭베 3을 도로 노반에 포함시키려는 원래 계획을 포기했다). 1973년에 프로젝트 캠프가 건설되었고, 1974년에는 INAH의 남동부 지역 센터 후원 하에 코바 프로젝트 자체가 운영을 시작할 수 있었다. 프로젝트가 3년 동안 운영되는 동안 유적지의 일부가 정리되고 구조물이 발굴 및 통합되었다(페니체의 카스티요와 회화 그룹; 베나비데스와 하이메 가르두뇨의 이글레시아; 베나비데스와 페르난도 로블레스의 엘 코노). 삭베는 폴란과 베나비데스에 의해 조사되었으며, 이들은 이전에 알려진 19개의 삭베에 26개를 추가했다. 시험 구덩이와 도랑에서 나온 도자기는 로블레스에 의해 연구되었고, 하이메 가르두뇨는 유적지의 두 횡단 조사를 조사했다. 하나는 남북으로 10km, 다른 하나는 동서로 5km이다.
1980년대 초에 코바로 가는 또 다른 도로가 개통되어 포장되었고, 정기적인 버스 서비스가 시작되었다. 코바는 그 직후 관광지가 되었고, 많은 방문객들이 캉쿤과 리비에라 마야에서 당일 여행으로 유적지를 찾았다. 유적지의 일부만 정글에서 정리되고 고고학자들에 의해 복원되었다.
2005년 기준, 코바 푸에블로의 거주 인구는 1,167명이었다. 2010년 인구 조사에서는 1,278명으로 증가했다.

## 경제
과거에 코바 사람들은 다른 마야 공동체들과, 특히 현재 벨리즈와 온두라스에 있는 카리브 제도 해안을 따라 남쪽에 있는 공동체들과 광범위하게 교역했다. 스카렛, 셀하, 탄카, 무이일, 툴룸 항구뿐만 아니라 이 문화 중심지에서 뻗어 나가는 많은 삭베옵을 활용했다. 이 지역 마야의 일반적인 교역 품목은 소금, 생선, 호박, 얌, 옥수수, 꿀, 콩, 칠면조, 야채, 초콜릿 음료, 석회암, 대리석, 옥과 같은 원자재였다. 누가 어디에 살고 일하는지, 무엇을 교역하는지에 따라 유적지의 다른 지역에 전문화가 있었다. 거의 모든 상거래는 부유한 상인들에 의해 통제되었다. 이 상인들은 카카오 콩을 통화로 사용했다. 오늘날의 경제는 유적지에 대한 관광의 인기 상승에 기반한다.

## 관광

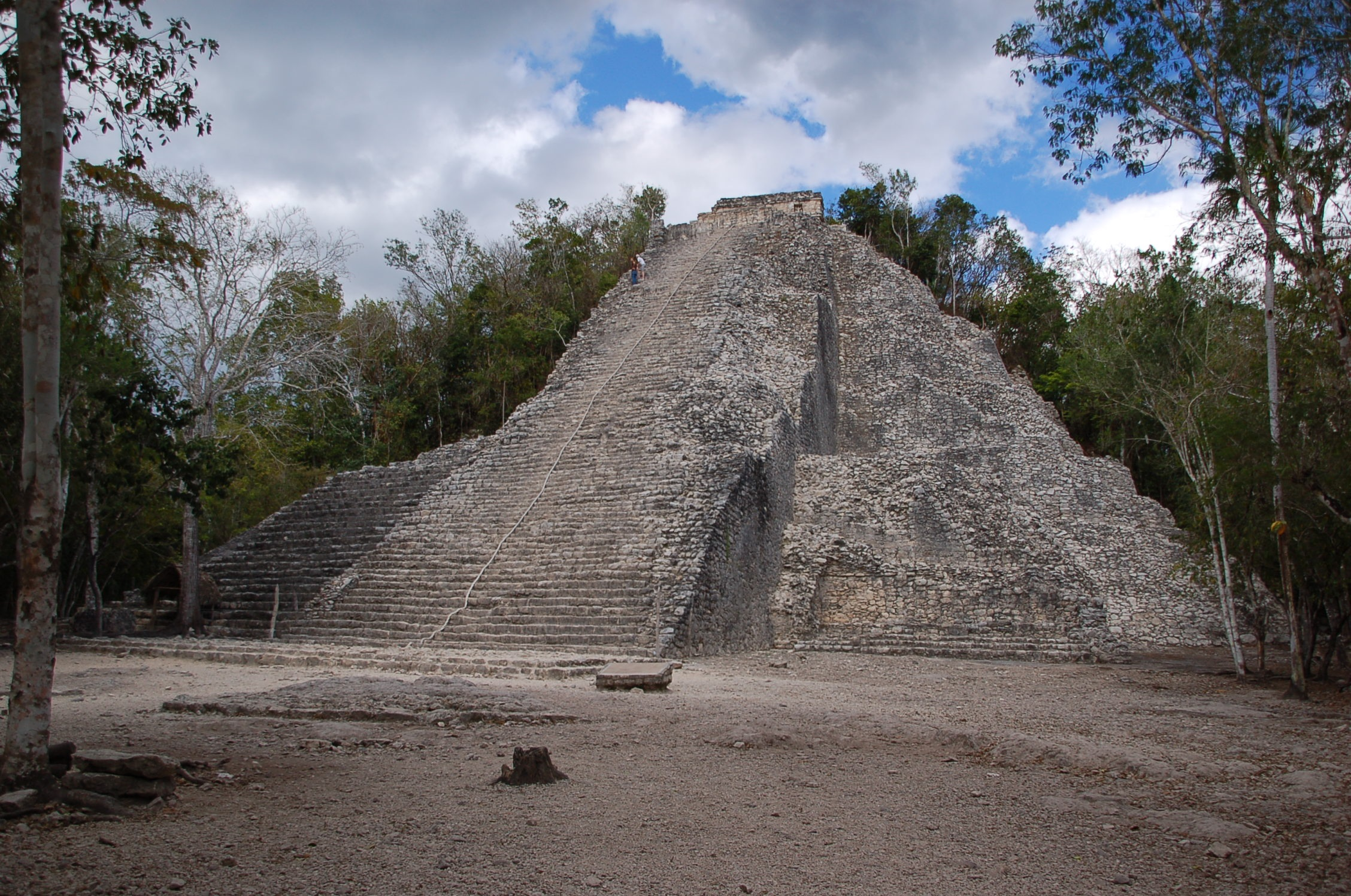
노호치 물 피라미드, 코바.

코바 유적지는 2017년에 702,749명의 방문객을 맞았다. 코바의 주요 명소 중 하나는 고대 피라미드로, 치첸이트사의 쿠쿨칸 피라미드와 달리 코로나19 범유행으로 폐쇄되기 전까지 대중이 130개의 계단을 올라 유적지 꼭대기까지 올라갈 수 있었다.
유적지 곳곳에 3개의 호텔, 1개의 캠핑장, 7개의 레스토랑이 있으며, 유적지 근처에 작은 마을이 있어 현지 공예품을 파는 레스토랑과 작은 상점들이 있다.
다음은 코바 유적지 내에서 볼 수 있고 경험할 수 있는 중요한 유물 및 구조물이다.
- 노호치 물 피라미드 - 높이 42미터(137피트)의 피라미드로, 유카탄과 코바의 비공개 구역(동쪽의 마칸속 석호와 남서쪽의 코바 석호 포함)의 멋진 전망을 자랑한다. 그러나 2020년부터는 노호치 물에 올라가는 것이 더 이상 허용되지 않는다.
- 코바 그룹 - 입구 근처에 있는 일련의 구조물로, 이글레시아와 이 유적지에 있는 두 개의 공놀이 경기장 중 하나가 포함된다.
- 콘훈토 데 핀투라스(Conjunto de Pinturas) - 이 지역의 초점은 채색된 린텔의 피라미드로, 방문객들은 멀리서 실제 채색된 상단 신전을 볼 수 있다.
- 마칸속 그룹(Macanxoc Group) - 콘훈토 데 핀투라스를 지나면 삭베 중 하나를 따라 발견되는 마칸속 그룹이 있다. 이 지역에는 8개의 석비와 수많은 제단이 있다. 많은 수의 석비는 이 지역이 후기 거주자들에게 영적인 의미를 가졌음을 보여준다.
- 코바 석비 - 이 기념물들은 복장, 의식 과정, 도시의 의식 및 정치 활동에서 남녀의 역할과 권력을 포함한 코바의 공식 생활의 다양한 측면에 대한 통찰을 제공한다. 석비에 묘사된 많은 장면에서 여성은 권위 있는 인물이다. 상형 문자 비문에는 도시의 사회정치적 조직뿐만 아니라 날짜 및 주요 역사적 사건에 대한 추가 정보가 포함되어 있다.[1]
- 삭베 - 코바는 삭베라고 불리는 도로로 연결된 많은 정착지의 도시 중심지였다. 이 도로들은 폭이 2미터에서 10미터까지 다양하다. 가장 긴 도로는 거의 100km이며, 코바와 서쪽의 약수나 유적지를 연결한다. 이러한 건설은 석조 건물과 신전에 투자된 것보다 더 어렵다고 여겨진다.

## 기후
일반적으로 뚜렷한 건기가 있는 열대 사바나 기후로 간주된다. 이 기후에 대한 쾨펜 기후 분류 하위 유형은 Aw (열대 사바나 기후)이다.
| 코바, 멕시코의 기후      | 코바, 멕시코의 기후 | 코바, 멕시코의 기후 | 코바, 멕시코의 기후 | 코바, 멕시코의 기후 | 코바, 멕시코의 기후 | 코바, 멕시코의 기후 | 코바, 멕시코의 기후 | 코바, 멕시코의 기후 | 코바, 멕시코의 기후 | 코바, 멕시코의 기후 | 코바, 멕시코의 기후 | 코바, 멕시코의 기후 | 코바, 멕시코의 기후 |
| 월                       | 1월                 | 2월                 | 3월                 | 4월                 | 5월                 | 6월                 | 7월                 | 8월                 | 9월                 | 10월                | 11월                | 12월                | 연간                |
| ------------------------ | ------------------- | ------------------- | ------------------- | ------------------- | ------------------- | ------------------- | ------------------- | ------------------- | ------------------- | ------------------- | ------------------- | ------------------- | ------------------- |
| 일평균 최고 기온 °C (°F) | 27 (80)             | 28 (82)             | 29 (84)             | 31 (87)             | 32 (89)             | 32 (90)             | 32 (90)             | 32 (90)             | 31 (88)             | 29 (85)             | 29 (84)             | 27 (81)             | 30 (86)             |
| 일평균 최저 기온 °C (°F) | 14 (58)             | 15 (59)             | 16 (61)             | 18 (65)             | 20 (68)             | 21 (70)             | 21 (70)             | 22 (71)             | 21 (70)             | 20 (68)             | 17 (63)             | 16 (60)             | 18 (65)             |
| 평균 강수량 mm (인치)    | 53 (2.1)            | 38 (1.5)            | 41 (1.6)            | 46 (1.8)            | 100 (4.1)           | 140 (5.5)           | 100 (4.1)           | 150 (6)             | 200 (7.7)           | 140 (5.4)           | 66 (2.6)            | 38 (1.5)            | 1,100 (44)          |
| 출처: Weatherbase        |                     |                     |                     |                     |                     |                     |                     |                     |                     |                     |                     |                     |                     |

## 이미지 갤러리

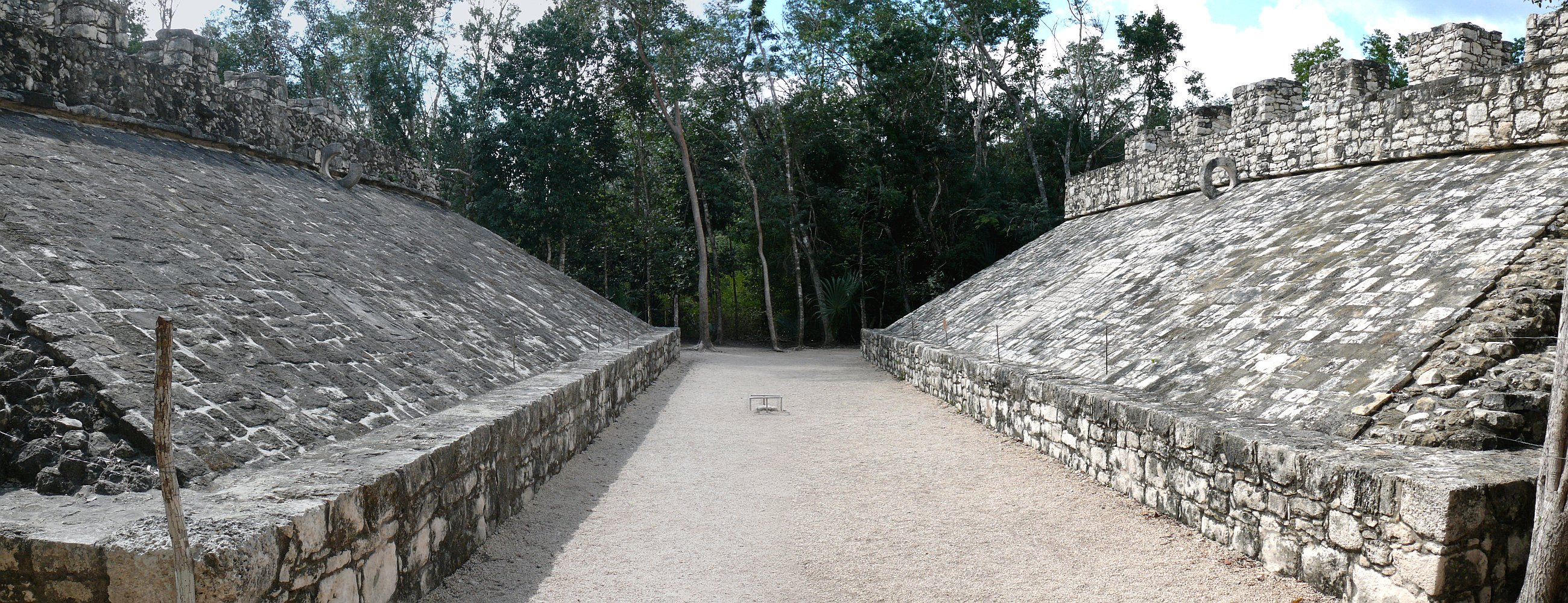
코바에 있는 두 개의 공놀이 경기장 중 하나
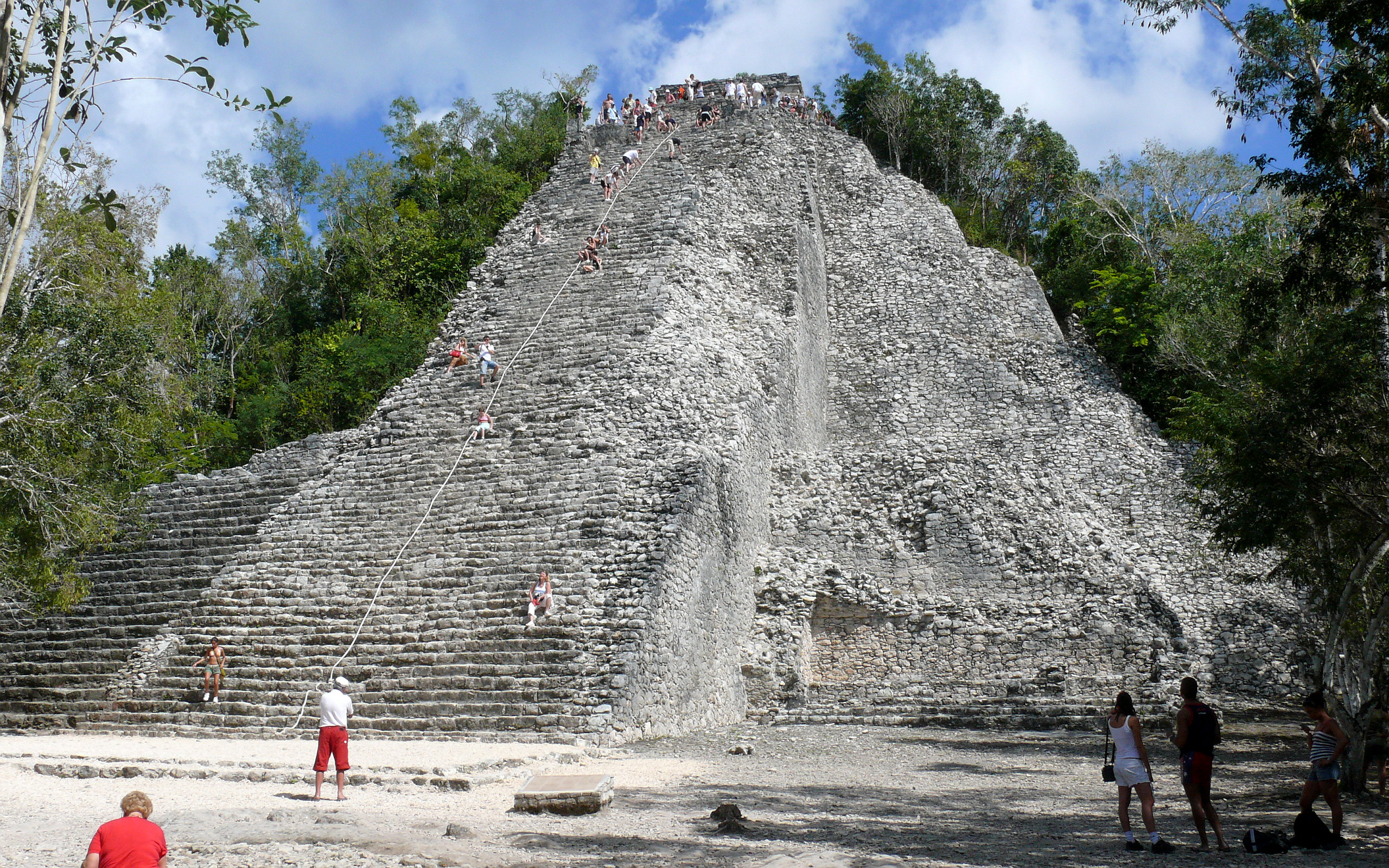
익스모하 피라미드
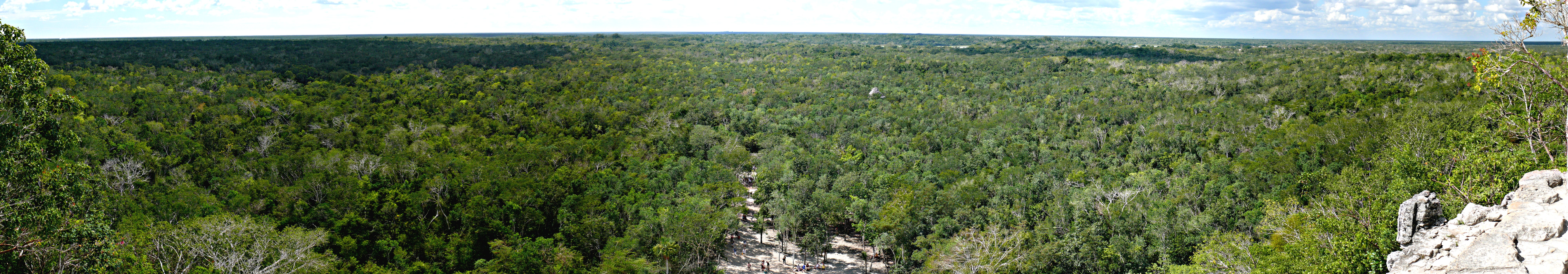
익스모하 피라미드 정상에서 바라본 전경

## 추가 자료
- Andrews, E. Wyllys, IV. 1938. "Some New Material from Cobá", Quintana Roo, Mexico." Ethnos, vol. 3,  nos. 1,2, pp. 33-46. Stockholm.
- Barrera Rubio, Alfredo. 1976. "EI Parque Natural y Arqueológico de Coba, Quintana Roo." Boletin, Epoca 2, no. 19, pp. 9–14.
- Benavides Castillo, Antonio. 1981. "Los Caminos de Cobá y sus implicaciones sociales." Instituto Nacional de Antropologia e Historia, Mexico
- Benavides Castillo, Antonio;  Robles, Fernando. 1975 "Cobá: Sus sacbeob y Dzib Mul." Boletin, Epoca 2 no. 15, pp. 55–58.
- Bennet, Robert R. 1931 "Cobá by Land and Air" Art and Archaeology, vol. 31, pp. 194–205.
- Brainerd, G. W. 1958. The Archaeological Ceramics of Yucatán. Anthropological Records, vol. 19. University of California, Berkeley and Los Angeles.
- Coe, Michael D., and Jay I. Kislak Reference Collection (Library of Congress). 1966. The Maya. Ancient peoples and places, v. 52; Ancient peoples and places (Praeger), v. 52. New York: Praeger
- Coe, William; Coe Michael D. 1949. "Some New Discoveries at Cobá." Carnegie Institution of Washington, Notes on Middle American Archaeology and Ethnology, vol. 4, no. 93. Cambridge, Massachusetts.
- Cortes De Brasdefer, Fernando G. 1981. "Hallazgos recientes en Coba, Quintana Roo." Boletin de la Escuela de Ciencias Aniropológicas de la Universidad de Yucatán, vol. 9, no. 50, pp. 52–59.
- Fettweiss-Vienot, Martine. 1980 "Las Pinturas Murales de Cobá: Periodo Postclásico." Boletin de la Escuela de Ciencias Antropológicas de la Universidad de Yucatán, vol. 7, no. 40, pp. 2–50. 1988 Coba et Xelha: Peintiures murales Mayas. Memoires de l’Institut  d’Ethnologie, vol. 27. Musée de l’Homrne, Paris.
- Fletcher, Loraine. "Linear Features in Zone One: Description and Classification." In Coba: A Classic Maya Metropolis, 89-101. Academic Press, 1983.
- Folan, William J.; Fletcher, Lorrain; Kintz, Ellen B. 1983. Coba: A Classic Maya Metropolis. Academic Press, New York.
- Folan, William J; Stuart, George. 1977. "El Proyecto Cartográfico Arqueológico de Cobá, Quintana Roo. Informes Interinos 1, 2, 3." Boletin de la Escuela Antropológica de la Universidad de Yucatán, vol. 4, no. 22, 23, pp. 14–81.
- Gann, Tomas W. F. 1926. Ancient Cities and Modern Tribes. Charles Scribner's Sons, New York.
- Garduño Argueta, Jaime. 1979. "Introducción al patrón de asentamiento del Sitio de Cobá, Quintana Roo."  Escuela Nacional de Antropologia e Historia, Mexico.
- Lundell, Cyrus. 1938. "1938 Botanical Expedition to Yucatan and Quintana Roo, Mexico," Carnegie Institution of Washington, Year Book 37, pp. 143–147. Washington, D.C.
- Maas Colli, Hilaria. 1977. "Informe sobre el trabajo de campo realizado en Cobá, Quintana Roo: La organización social y la vida cotidiana de dicho población." Boletin de la Escuela de Ciencias Antropológicas de la Universidad de Yucatán, año 4, nos. 22, 23, pp. 2–13.
- Maler, Teobert. 1932. Impressiones de viaje a las ruinas de Coba y Chichen Itza. Editorial Jose Rosado, Marida. 1944. "Coba y Chichen: Relación de Teobert Maler," (G. Kutscher, ed.) Estudios y Ensayos, años 6, nos. 1,2. Bonn/Berlin.
- Millet Camara, Luis. 1988 . "Una expedición olvidada a Cobá, Quintana Roo." Boletin de la Escuela de Ciencias Antropológicas de la Universidad de Yucatán, vol. 15, no. 90, pp. 3–8.
- Morley, Sylvanus Griswold. 1926. "Archaeology," Carnegie Institution of Washington, Year Book 25, pp. 259–286. Washington, D.C.
- Navarrete, Carlos, Maria Joe Con, and Alejandro Martinez Muriel. 1979. Observaciones arqueológicas en Cobá, Quintana Roo. Universidad Nacional Autónoma de Mexico, Mexico, D.F.
- Peniche Rivero, Piedad and William J. Folan 1978 "Coba, Quintana Roo, Mexico: Reporte sobre una Metrópoli Maya del Noreste." Boletin de la Escuela de Ciencias Antropológicas de la Universidad de Yucatán, año 5, no. 30, pp. 48–78.
- Pollock, Harry E. D. 1929. "Report of Mr. Harry E. D. Pollock on the Coba Expedition," Carnegie Institution of Washington, Year Book 28, pp. 328, 329. Washington, D.C. 1930. Field notebook "Coba no. 1." Peabody Museum Archives, Harvard University.
- Robles Castellanos, Jose Fernando. 1980. La secuencia cerámica de la región de Cobá, Quintana Roo. Colección Cientifica, Instituto Nacional de Antropologia e Historia, Mexico, D.F.
- Stephens, John Lloyd. 1843. Incidents of Travel In Yucatán. 2 vols. Harper and Bros., New York.
- Thompson, J. Eric S., Harry E. D. Pollock, and Jean Charlot. 1932. A Preliminary Study of the Ruins of Cobá, Quintana Roo, Mexico. Carnegie  Institution of Washington, Publication 424. Washington, D.C.
- Villa Rohas, Alfonso. 1934. "The Yaxuna-Coba Causeway." Carnegie institution of Washington, Contributions to American Anthropology and History, Publication 436, vol. 2, no. 9. Washington, D.C.
- Whitmore, Thomas J., Mark Brenner, et al. 1996. "Holocene Climatic and Human Influences on Lakes of the Yucatan Peninsula: An Interdisciplinary Paleolimnological Approach."  The Holocene, vol. 6, no. 3, pp. 273–287.